# Place du Marché-Gayot
La place du Marché-Gayot (en alsacien : Am Verbrennte Hof) est une des places emblématiques des quartiers historiques de Strasbourg classés en 1988 par l'UNESCO au titre du patrimoine mondial de l'humanité sous l'appellation « Strasbourg Grande Île ».
Elle est située au cœur de la vieille ville, derrière le vaste ensemble constitué par la cathédrale Notre-Dame, le lycée Fustel-de-Coulanges et le Grand Séminaire.
Ce périmètre fait partie du croissant sud de l'ellipse insulaire (73 hectares) qui a été classé secteur sauvegardé par arrêté ministériel du 17 janvier 1974. La place du Marché-Gayot et ses abords sont également un site naturel inscrit depuis le 10 août 1946.

## Dénominations successives

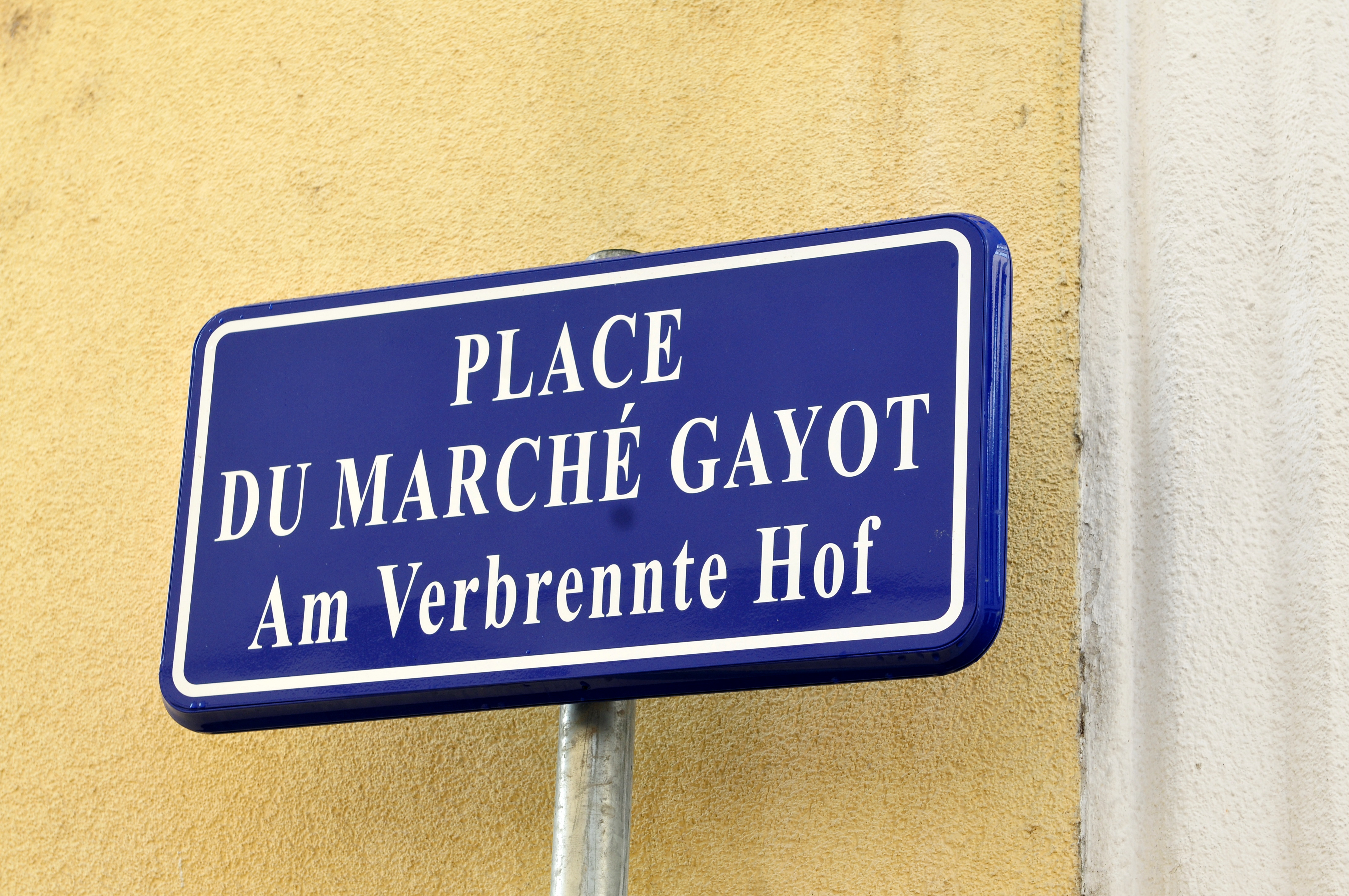
Plaque de rue bilingue, en français et en alsacien.

Les dénominations de la place du Marché-Gayot n'ont cessé de changer avec les régimes politiques et les langues officielles, insistant tantôt sur son créateur, sur sa destination ou sur le souvenir de l'incendie d'autrefois : Nouveau Marché ou Petit Marché-Neuf (1780), Marché aux Volailles (1795), Gayot-Markt auf dem verbrannten Hof (« Marché Gayot dans la cour brûlée » (1817), place du Marché-Gayot (1856), Auf dem Verbrannten Hof (1872), Verbrannter Hof (1893), place du Marché-Gayot (1918), Verbrannter Hof (1940), place du Marché-Gayot (depuis 1945).

## Localisation
Anciennement désignée sous le nom de « Cour Brûlée », la place du Marché-Gayot reste aujourd'hui encore enclavée entre les maisons. Plantée d'arbres, elle est accessible par huit entrées :
- à l'est, un passage venant de la rue des Sœurs ;
- au nord, un passage principal et deux passages latéraux venant de la rue des Frères ;
- à l'ouest, un passage venant de la rue des Écrivains ;
- au sud, un passage principal et deux passages latéraux venant de la rue du Chapon.

Les huit passages vers la place.
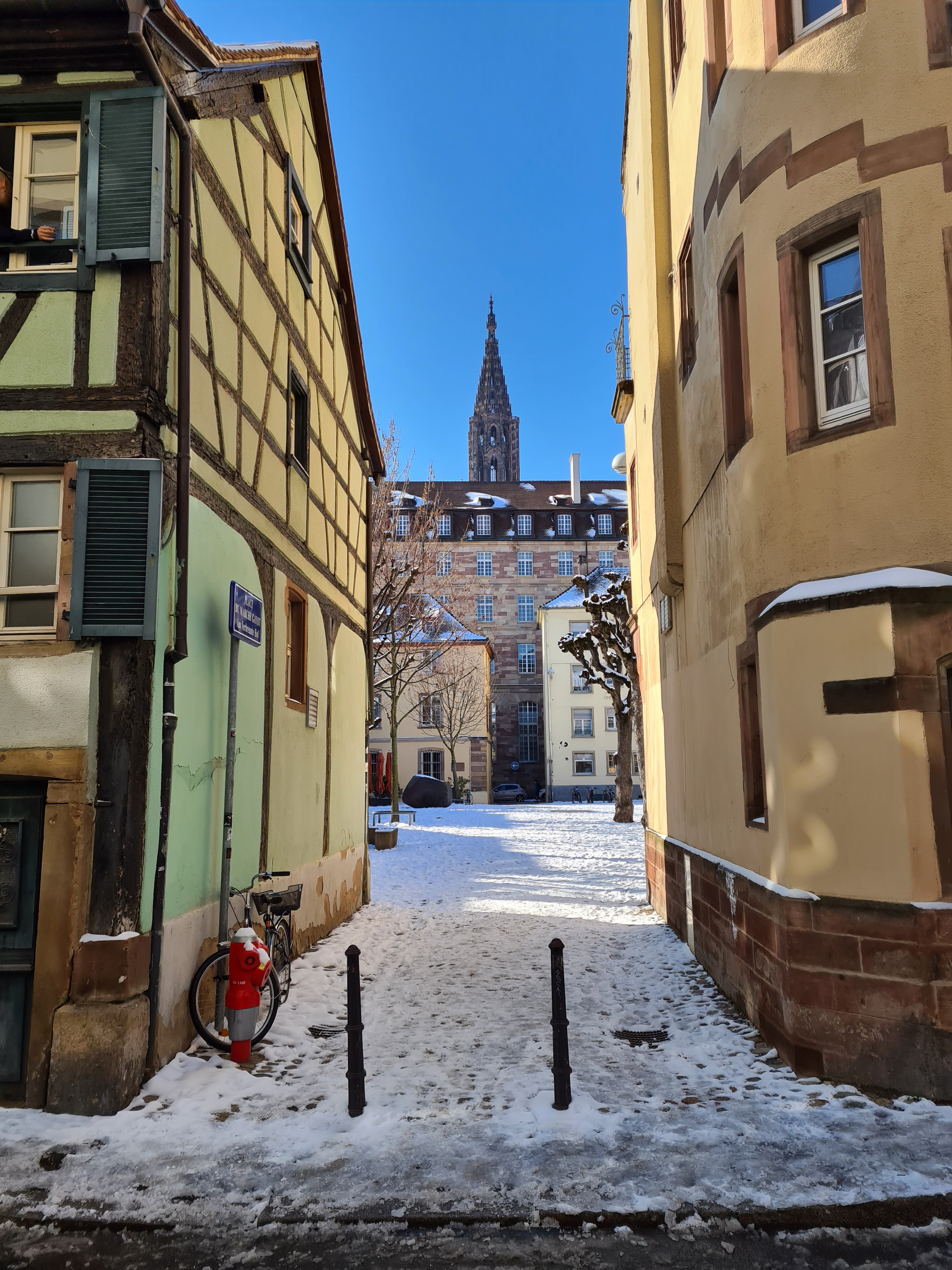
Rue des Sœurs.
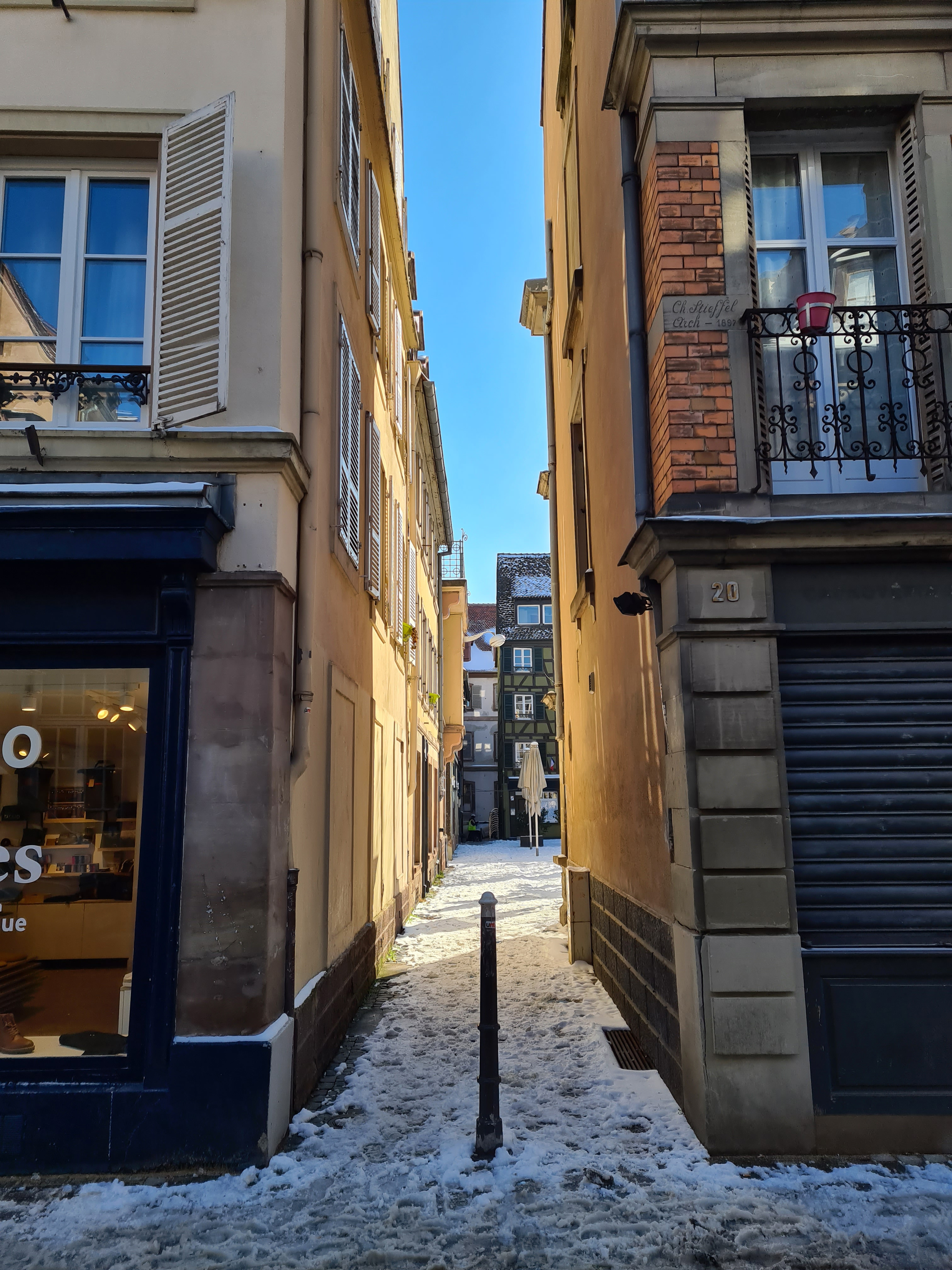
Rue des Frères (1).
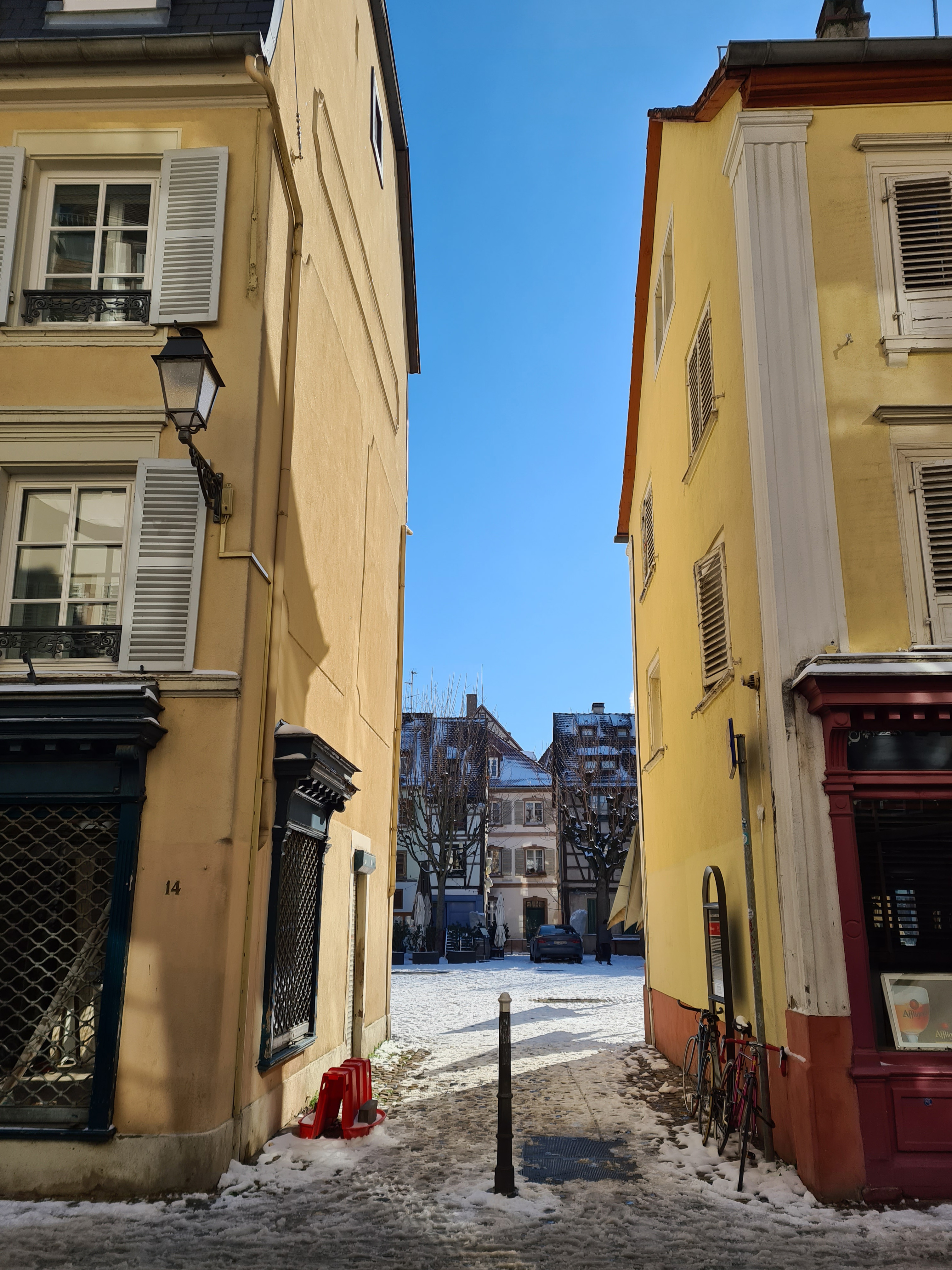
Rue des Frères (2).
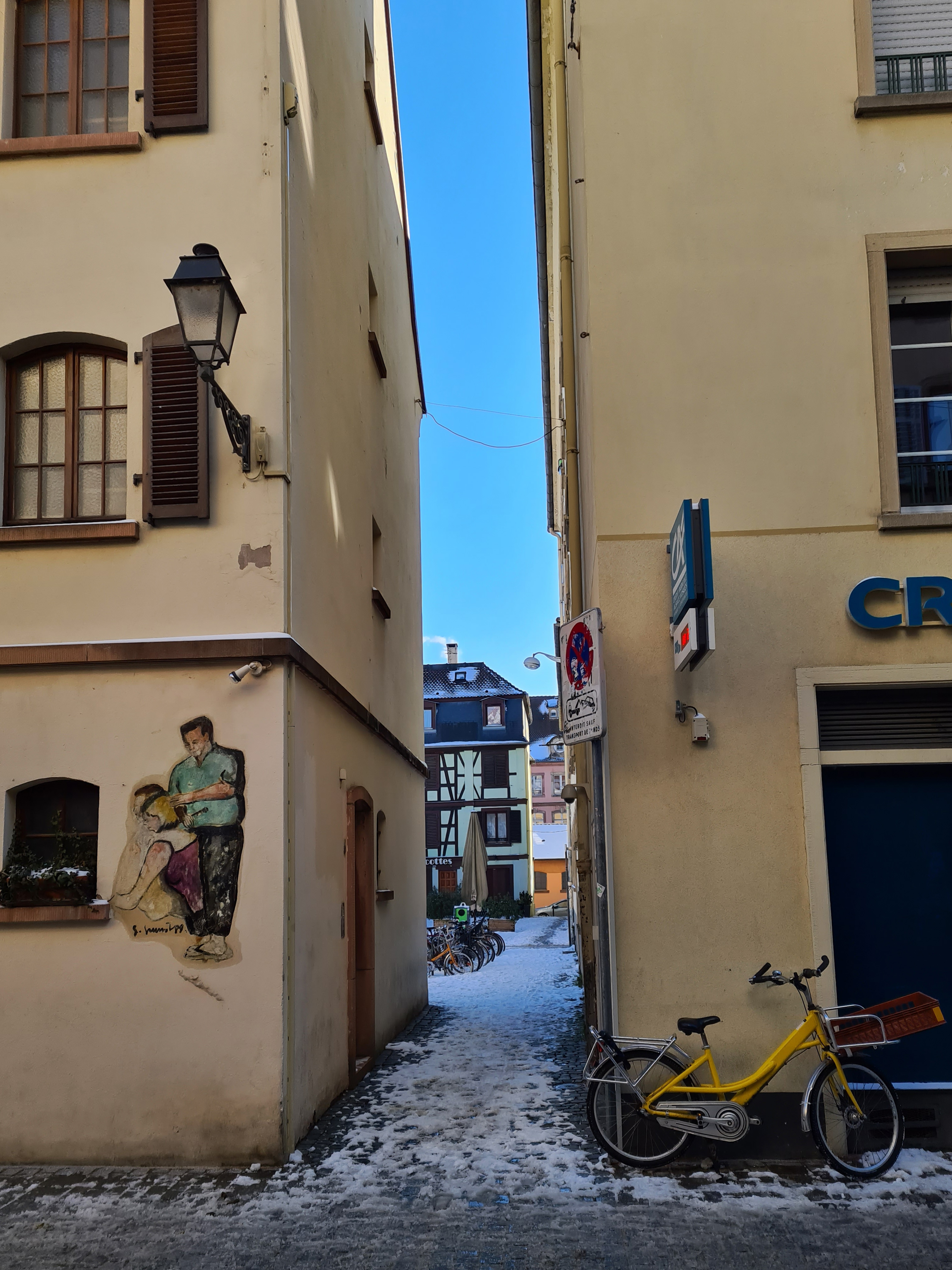
Rue des Frères (3).
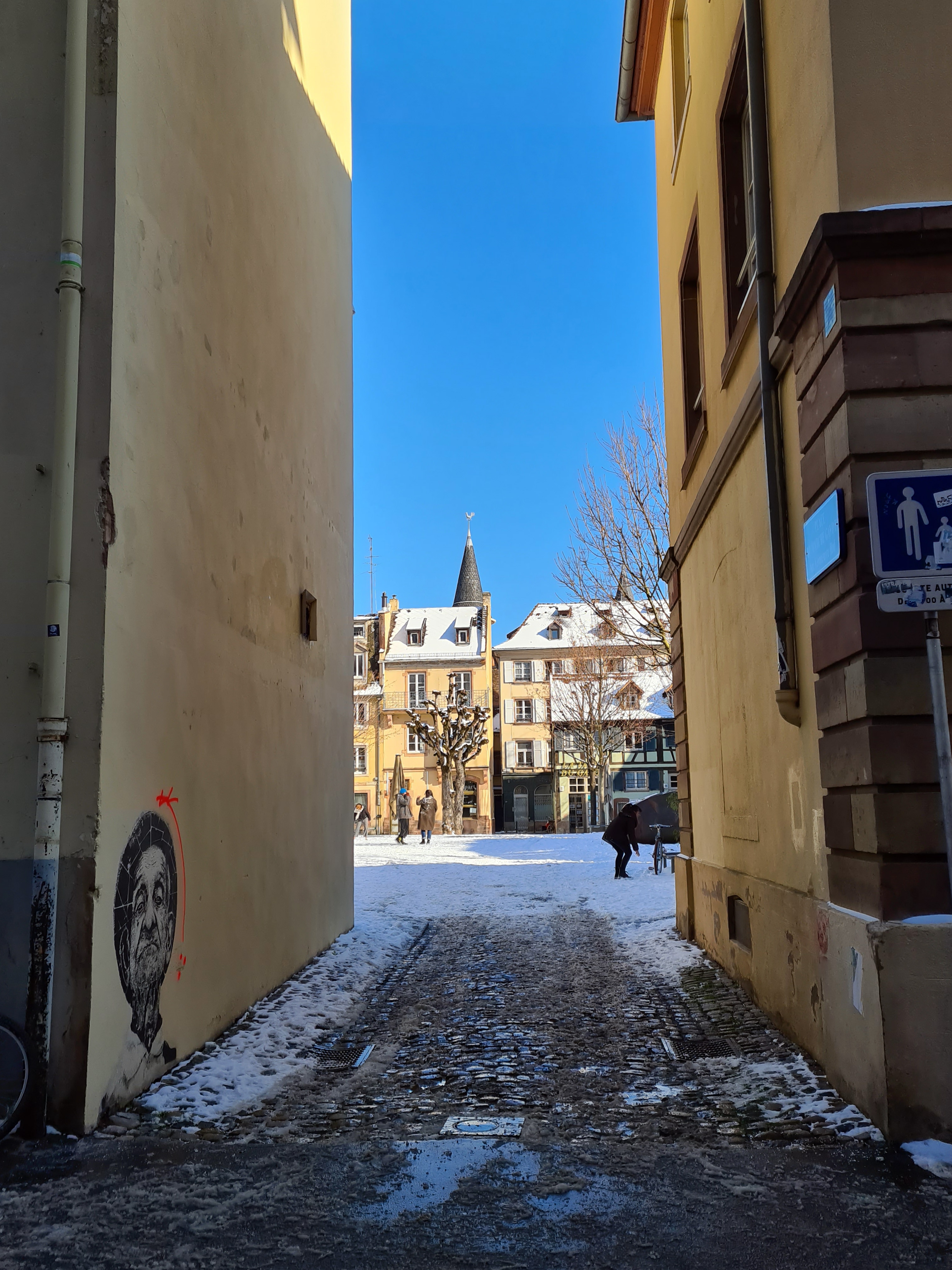
Rue des Écrivains.
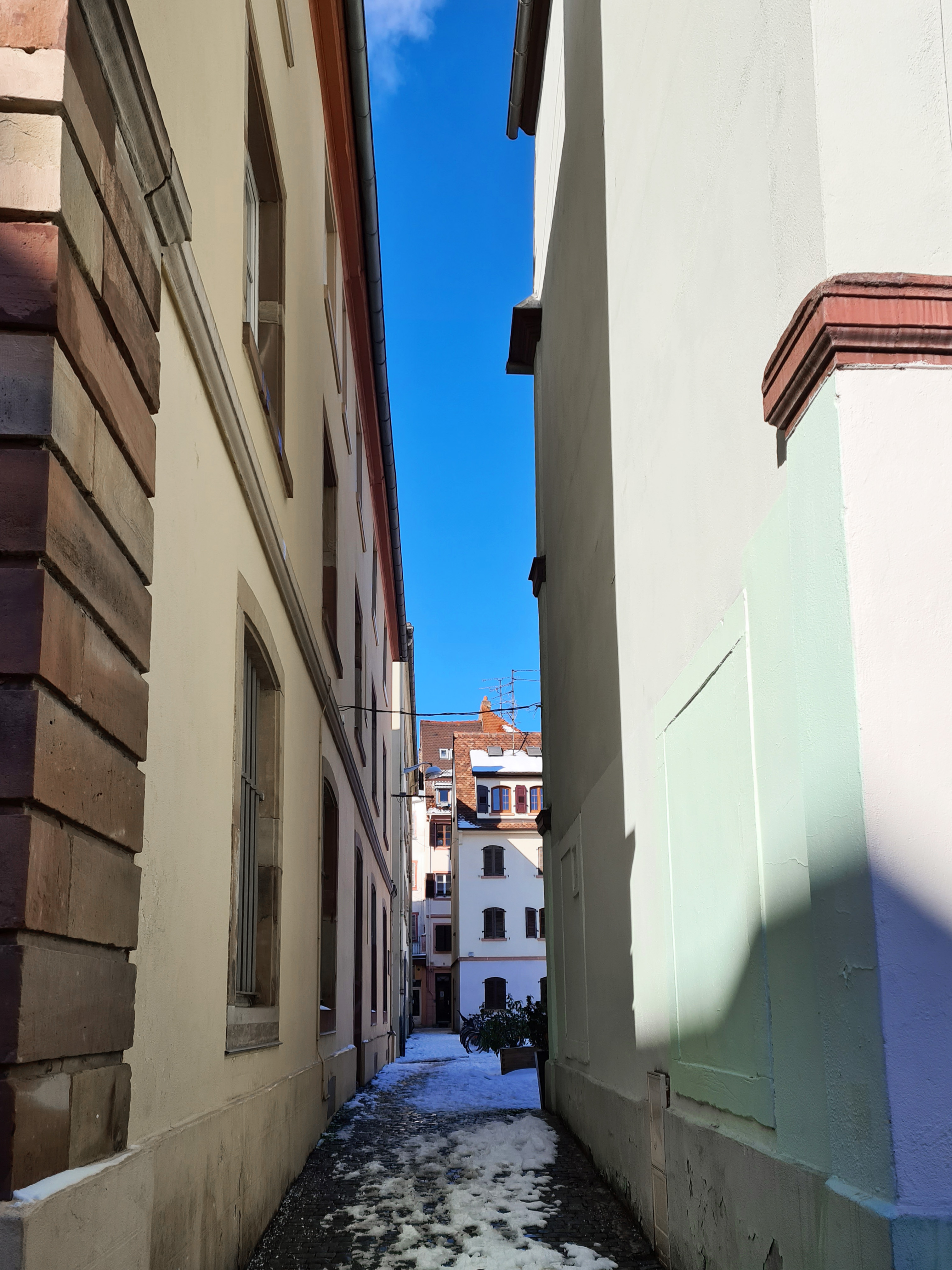
Rue du Chapon (1).
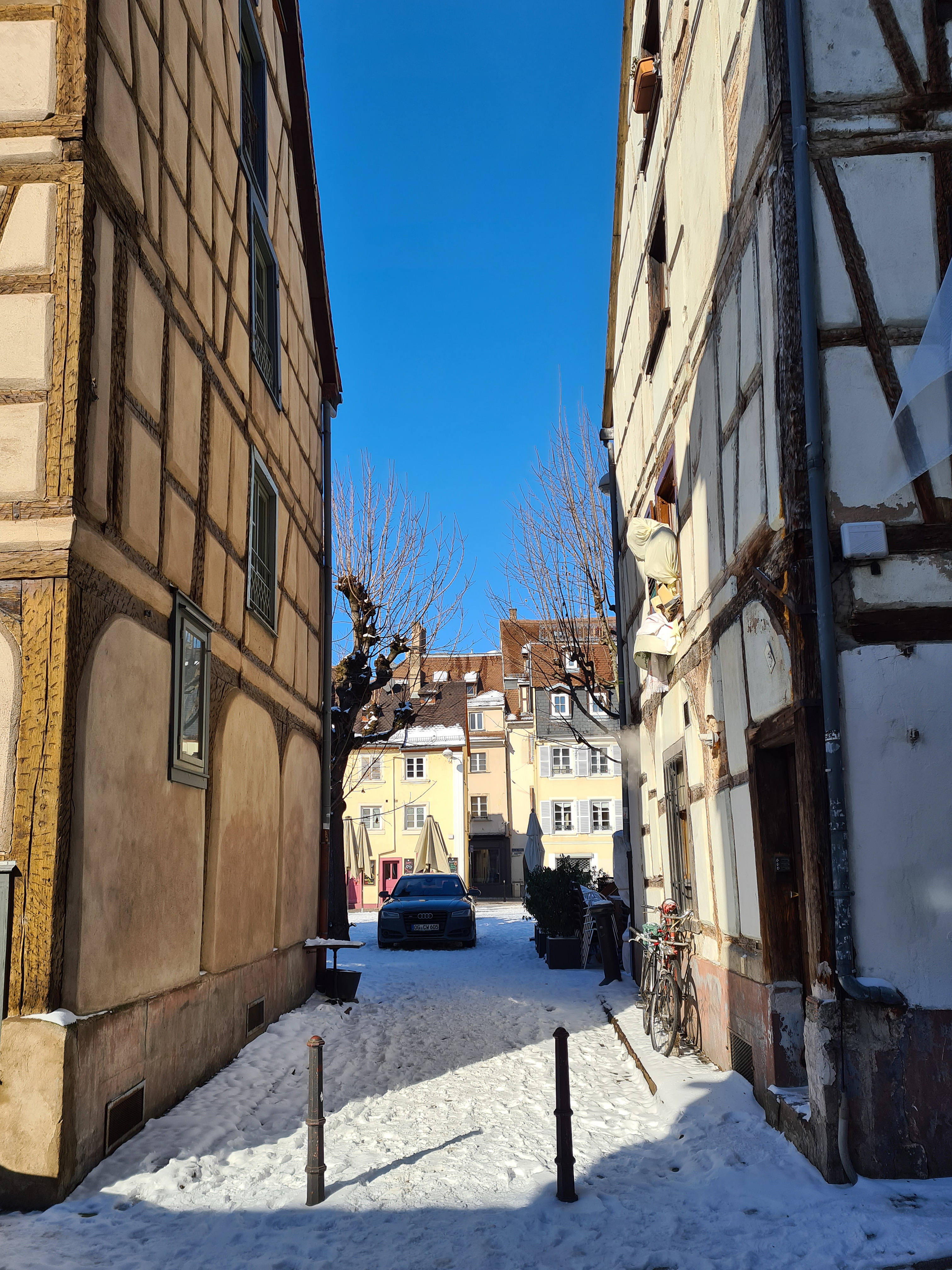
Rue du Chapon (2).
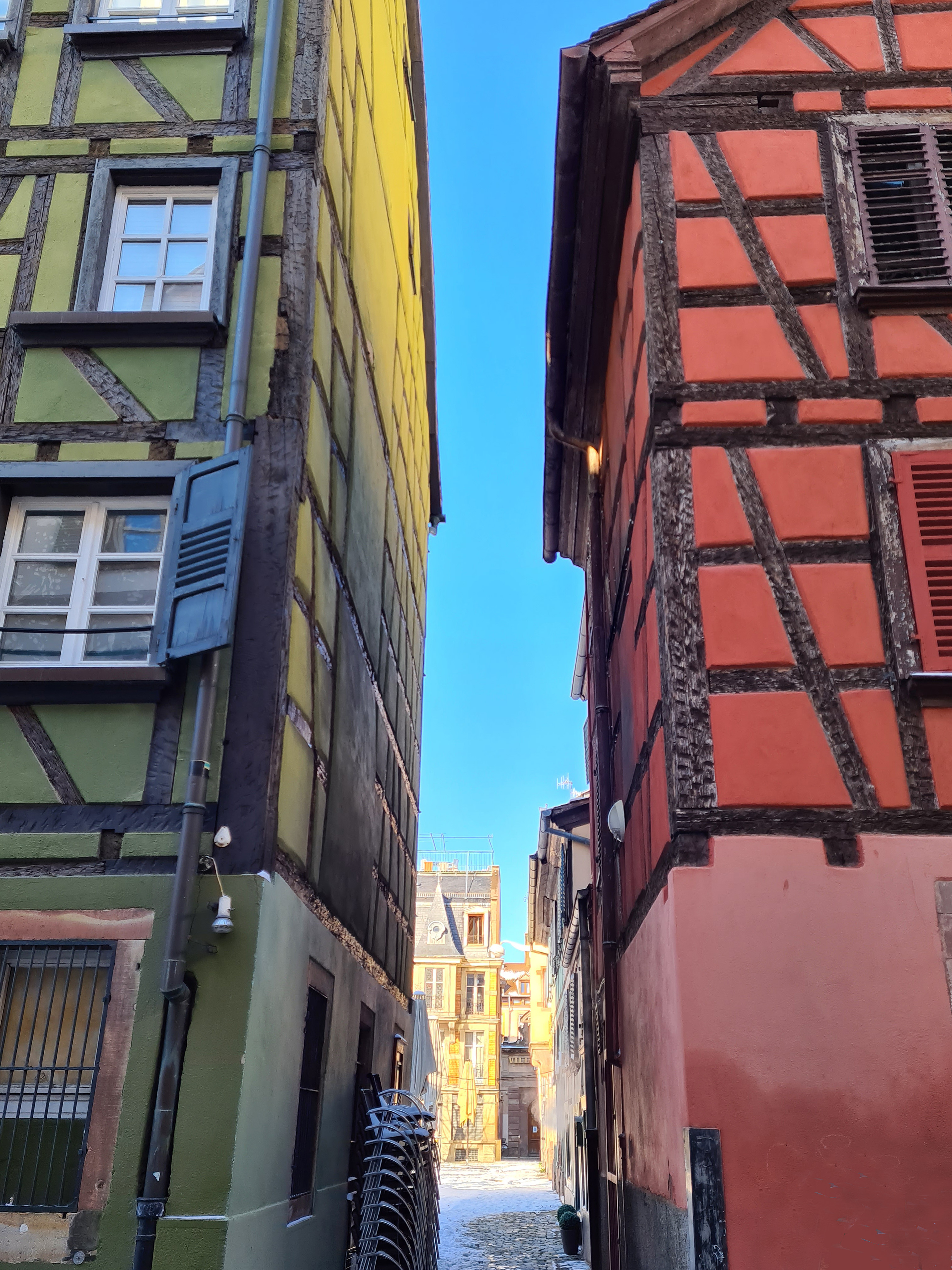
Rue du Chapon (3).

Selon la tradition strasbourgeoise, elle est pavée de galets du Rhin refendus à cassure arrondie, de couleur brune, rousse, grise, beige et jaune.

## Du Castrum romain au Moyen Âge
Le camp militaire romain d'Argentorate est divisé en quatre parties par le croisement de la voie prétorienne (via praetoria ou decumanus, l'actuelle rue des Hallebardes et rue des Juifs) et la voie principale (via principalis ou cardo, l'actuelle rue du Dôme). Le prétoire (habitation du commandant de la légion, praetorium) se trouve à l’intersection des deux voies et s'étend jusqu'à l'actuelle impasse de Bière (rue des Frères) où sont installés le secrétariat et les archives (librarium). Au sud-est du prétoire, l’emplacement de l'actuelle place du Marché-Gayot était occupé par l'hôpital des légionnaires (valetudinarium) dont des vestiges ont pu être retrouvés.
L'étroite délimitation définie par ce Castrum demeurera celle de Strasbourg jusque sous le Bas-Empire et le haut Moyen Âge (Xe siècle). La construction de la seconde cathédrale (734-778), son remplacement après 1015 par une troisième église et la construction à son chevet du Bruderhof, destiné à loger les chanoines, alors soumis à la vie commune, ont pour conséquence d'interrompre définitivement l'ancienne via principalis et de créer un nouvel axe, parallèle à l'ancienne via praetoria : la rue des Frères devient le second grand axe est-ouest de la ville médiévale, reliant la cathédrale à l'abbaye Saint-Étienne.
Sur l'emplacement de l'angle de la rue des Frères (n° 4 à 12) et de la rue des Écrivains (n° 12) s'élevait au début du XIVe siècle l'Hôtel canonial des chanoines Henri et Jean d'Arenberg. Peu après la Réforme, ce bâtiment fut transformé en une école de filles. En 1535, cette école, qui comptait 56 élèves, était dirigée par le musicien (Stadtpfeiffer) Hans Graber, de Landsperg ; en 1565, par Grégoire Graber, également musicien, et en 1587 par un certain Kilian Wyderlin. Mitoyen de cet emplacement, en descendant la rue des Écrivains (n° 10) se dressaient trois vieilles maisons qui avaient façade sur le Hasengesselin, une ruelle tortueuse qui s'enfonçait dans l'îlot de l'actuelle place du Marché-Gayot pour rejoindre la rue des Veaux.

## De la Renaissance au Grand Incendie
À la Renaissance, le site est celui de l’Hôtel canonial des chanoines de Brunswick. Les membres de la famille de Brunswick se succèdent, en effet, au chapitre de Strasbourg et cet hôtel leur permet de s'acquitter de leur devoir de résidence. Georges de Brunswick, chanoine de Strasbourg à partir de 1520, sera aux côtés du doyen Sigismond de Hohenlohe de ceux qui favoriseront le passage de la ville à la Réforme.
Au début du XVIIe siècle, l'Hôtel de Brunswick est entouré d'un grand nombre de vieilles et noires masures, au centre desquelles se trouve une chapelle faisant partie de l'Auberge du Perdreau (Zum Rebhuhn). C'est dans cette auberge que s'arrêtent les premiers coches qui assurent le service de Paris à Strasbourg. Pendant une nuit de dimanche de l'année 1682, un incendie éclate dans l'auberge. Le feu se propage avec tant de violence que tous les habitants – hommes et chevaux – y trouvent la mort. Le quartier entier est gagné par les flammes et détruit. De là le nom qui lui restera jusqu'aujourd'hui de Cour-Brûlée (Der Verbrennt Hof).
En 1695, ce qu'il reste des trois vieilles maisons bordant le Hasengesselin est cédé aux Jésuites. Mais il faudra attendre le début du XVIIIe siècle pour que les ruines soient entièrement déblayées.

## Du plan Blondel auXIXesiècle

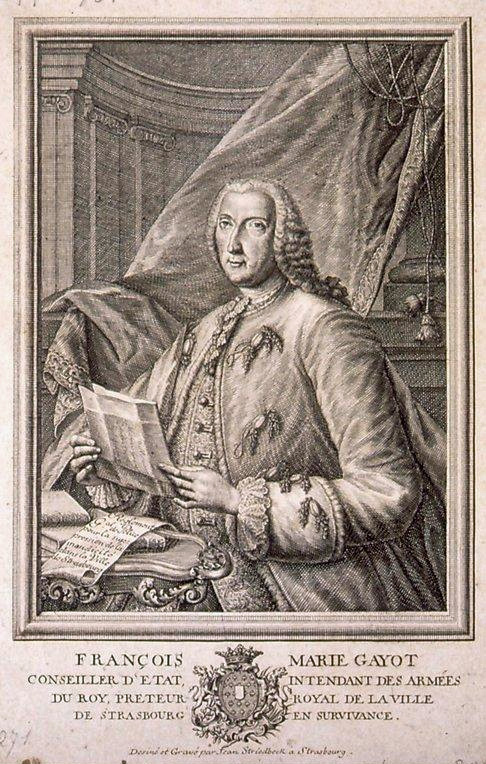
Le préteur royal François Marie Gayot

Nombreuses sont à Strasbourg en ce début du XVIIIe siècle les réalisations architecturales de haute qualité. Avec l'arrivée de la noblesse française, le centre politique tend à se déplacer vers la place Broglie, aux abords de laquelle se multiplient de prestigieux hôtels particuliers.
La ville ancienne reste un entrelacs de rues malsaines et mal bâties. Plusieurs projets urbanistiques sont conçus pour remédier à cette situation. Le plan d'assainissement et d'embellissement du grand architecte-urbaniste Jean-François Blondel, daté de 1765 et approuvé par Louis XV en 1768, prévoit notamment de créer plusieurs places dans ce tissu urbain excessivement dense. Du fait de la conjoncture économique et politique, le plan Blondel restera malheureusement lettre morte. L’Aubette et la place du Marché-Gayot en seront les deux seules réalisations marquantes.

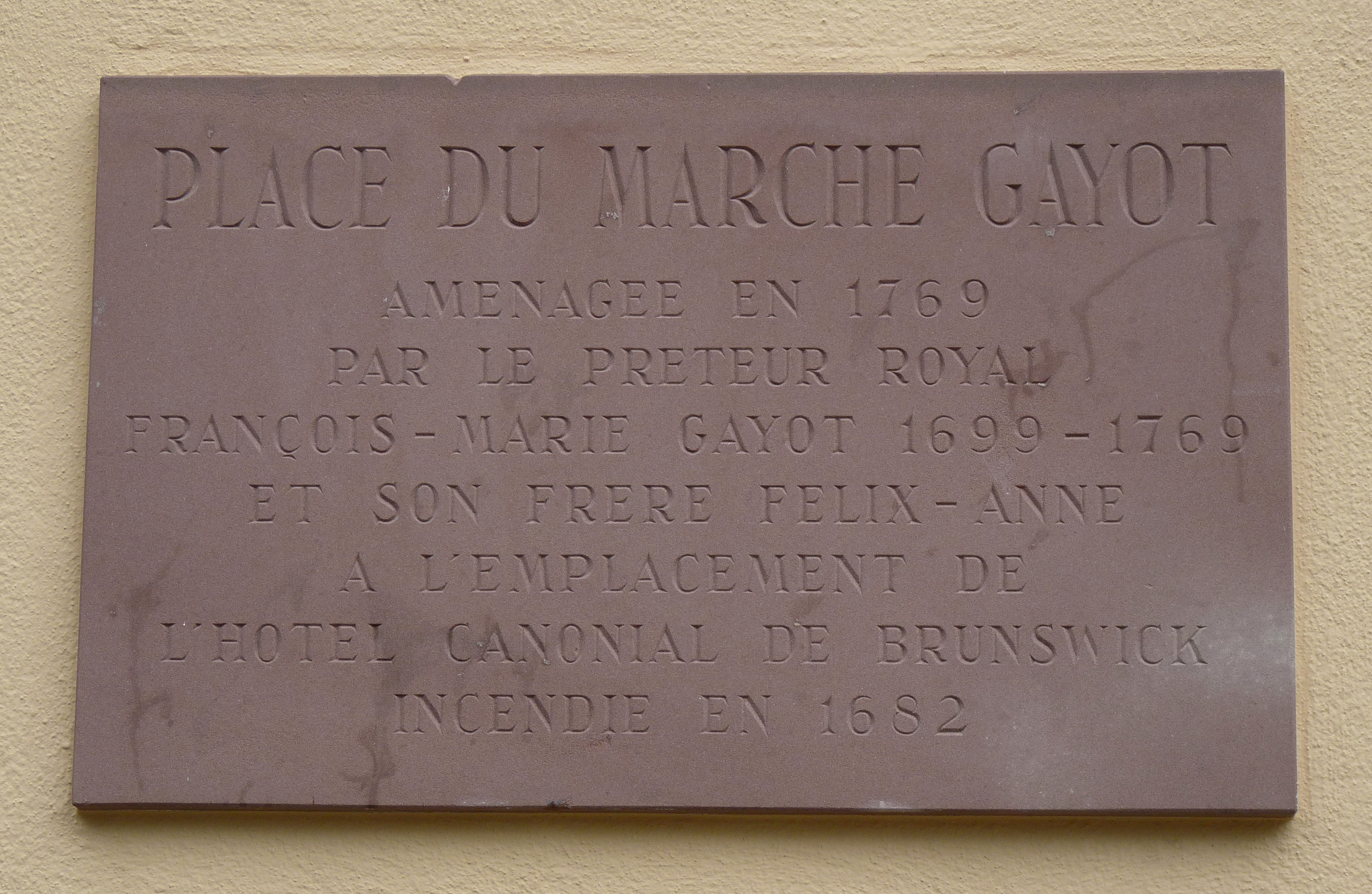
Plaque commémorant la création de la place en 1769.

La création de la nouvelle place est réalisée en 1769 par le préteur royal François-Marie de Gayot (1763-1768) et par son fils et successeur Félix-Anne (1767-1769). Destinée à devenir un nouveau marché aux Herbes et à la Volaille, la place prend alors le nom de Marché-Gayot. L'année suivante, sur le n° 10 de la rue des Écrivains, acquis un siècle plus tôt par les Jésuites, est construit un bâtiment destiné à renfermer les provisions de sel que la Ville débitait elle-même aux consommateurs.
Lors de la création de la place, l'antique Hasengesselin est prolongé jusqu'à la rue des Sœurs sous le nom de rue Baron, du nom du Baron d'Autigny, Préteur Royal. Elle sera renommée ensuite rue du Chapon. Sur l'emplacement d'un ancien hôtel canonial qui s'étendait du n° 1 au n° 13 de la rue des Sœurs, on construit au n° 8 de la nouvelle rue Baron une vaste auberge à l'enseigne du Palais-Royal, qui subsistera jusque vers 1840.
Le marché devait à l'origine être entourée d'étaux couverts mais non clos, afin de donner de l'air au quartier, dominé par la masse imposante du grand séminaire. Mais le prêteur royal Klinglin (1725-1752), gagné par des pots-de-vin, parvient à faire céder à des particuliers le droit d'élever à l'entour du terrain communal de petites constructions pour servir de boutiques. Ces modestes boutiques sont remplacées peu à peu par une série de petites maisons d'habitation, à ou deux étages.
Les maisons qui bordent la place du côté de la rue du Chapon et de la rue des Sœurs ont des portes si basses qu'elles semblent avoir été construites pour des personnes de très petite taille. L'explication en serait qu'elles servirent à loger les nains employés au service de la cour épiscopale : « Toutes les maisons de la place Gayot, note le poète Jean-Paul Klée, ont des portes minuscules, des portillons de maisons de poupée,... on raconte qu’au XVIIIe siècle étaient logés ici les nains du cardinal de Rohan, vous savez, les fous & les bouffons qui amusaient le prince, danseurs, acrobates ou musiciens, ils jaillissaient à l’imprévu d’un buisson, d’un paravent, d’un escalier ou d’un vol-au-vent, d’une fontaine de liqueurs ou d’un pâté oriental recouvert de plumes de paon !...»
Plus tardivement, une halle octogonale sera édifiée au milieu de la place pour servir de marché de viande aux bouchers extra-muros.

## Aménagements récents
Longtemps abandonnée au stationnement automobile, la place a depuis retrouvé sa destination première et a été rendue aux piétons. De nombreuses terrasses y prennent place.
Une plaque commémorative en grès des Vosges a été apposée sur la façade du Petit Lycée Fustel-de-Coulanges donnant sur la place pour rappeler la création du Marché Gayot en 1769 par le prêteur royal et son frère. La place du Marché-Gayot s'est par ailleurs dotée d'une seconde plaque indiquant son nom en dialecte strasbourgeois : Am Verbrennte Hoft.
Au centre de la place a été inaugurée le 27 juin 2003, à l'initiative du Centre européen d'actions artistiques contemporaines (CEAAC), une sculpture intitulée Pierre trouée (pour Jean Clareboudt), réalisée en 1992 par Daniel Pontoreau (né en 1947 à Paris). « Au premier regard, écrit Paul Guérin, l’œuvre se présente comme une pierre véritable telle une météorite tombée du ciel. Après tout, le titre de l’œuvre est bel et bien une pierre, le travail de l’artiste se matérialisant par la présence des trous visibles sur sa surface. Pourtant, un deuxième effort perceptif voire tactile du spectateur le conduira à se rendre compte que cette pierre trouée est en métal, plus précisément en fonte. (…) La Pierre trouée est avant tout une chose dont la présence muette nous interroge, peut-être parce qu’elle dialogue sans la dominer avec la taille humaine. Elle existe presque comme une personne, en tous cas avec la liberté d’une chose qui ne se soumet à aucun usage.»